# سيريتو
سيريتو (بالبرتغالية: Cerrito‏)؛ بلدية برازيلية تقع في الجزء الجنوبي من ولاية ريو غراندي دو سول. بلغ عدد سكانها 6481 نسمة بحسب تقديرات عام 2015، في حين تصل مساحتها إلى 451.70 كم مربع. تم تأسيس البلدية في عام 1997.

## البلديات المحيطة
- بيدرو أوسوريو، جنوب غرب

## روابط خارجية
- الموقع الرسمي للمحافظة